# Julius Raithel
Julius Raithel (* 1991) ist ein deutscher Segler.

## Werdegang
Raithel, der das Johann-Rist-Gymnasium besuchte, stammt aus der Jugend des Segel-Vereins Wedel-Schulau. Er wurde Landesjugendmeister Hamburgs sowie Schleswig-Holsteins in der Bootsklasse Pirat. 2019 gewann er an der Seite von Frieder Billerbeck im Marmarameer die Europameisterschaft im Piraten. In derselben Bootsklasse wurde er auch Deutscher Meister. In der Bootsklasse Conger gewann Raithel 2016, 2017, 2018, 2019 (jeweils mit Frank Schönfeldt) und 2022 (mit Hauke Weber) die Deutsche Meisterschaft. 2021 wiederholten er und Billerbeck in der Schweiz den Europameistertitel in der Piraten-Klasse.
Anfang Mai 2022 wurde Raithel Inhaber der Segelmacherei Clown Sails in Hamburg-Sülldorf und damit Nachfolger von Frank Schönfeldt. Im Juli 2022 gewann er mit Frieder Billerbeck die Regatta in der Piraten-Klasse bei der Warnemünder Woche sowie im Oktober 2023 auf dem Plattensee einen dritten EM-Titel.